# Los Ramones
Los Ramones là một đô thị thuộc bang Nuevo León, México. Năm 2005, dân số của đô thị này là 6227 người.